# Szirmabesenyő
Szirmabesenyő är en ort i Ungern.   Den ligger i provinsen Borsod-Abaúj-Zemplén, i den norra delen av landet, 150 km nordost om huvudstaden Budapest. Szirmabesenyő ligger 114 meter över havet och antalet invånare är 4 697.
Terrängen runt Szirmabesenyő är platt. Runt Szirmabesenyő är det ganska tätbefolkat, med 139 invånare per kvadratkilometer. Närmaste större samhälle är Miskolc, 5,7 km söder om Szirmabesenyő. Trakten runt Szirmabesenyő består till största delen av jordbruksmark.